# Кладбище Бактин
Кладбище «Бактин», Бактинское кладбище — одно из городских кладбищ Томска. Расположено по адресу: улица Демьяна Бедного, 16. Курируется муниципальным казённым учреждением города Томска «Служба городских кладбищ».

## История

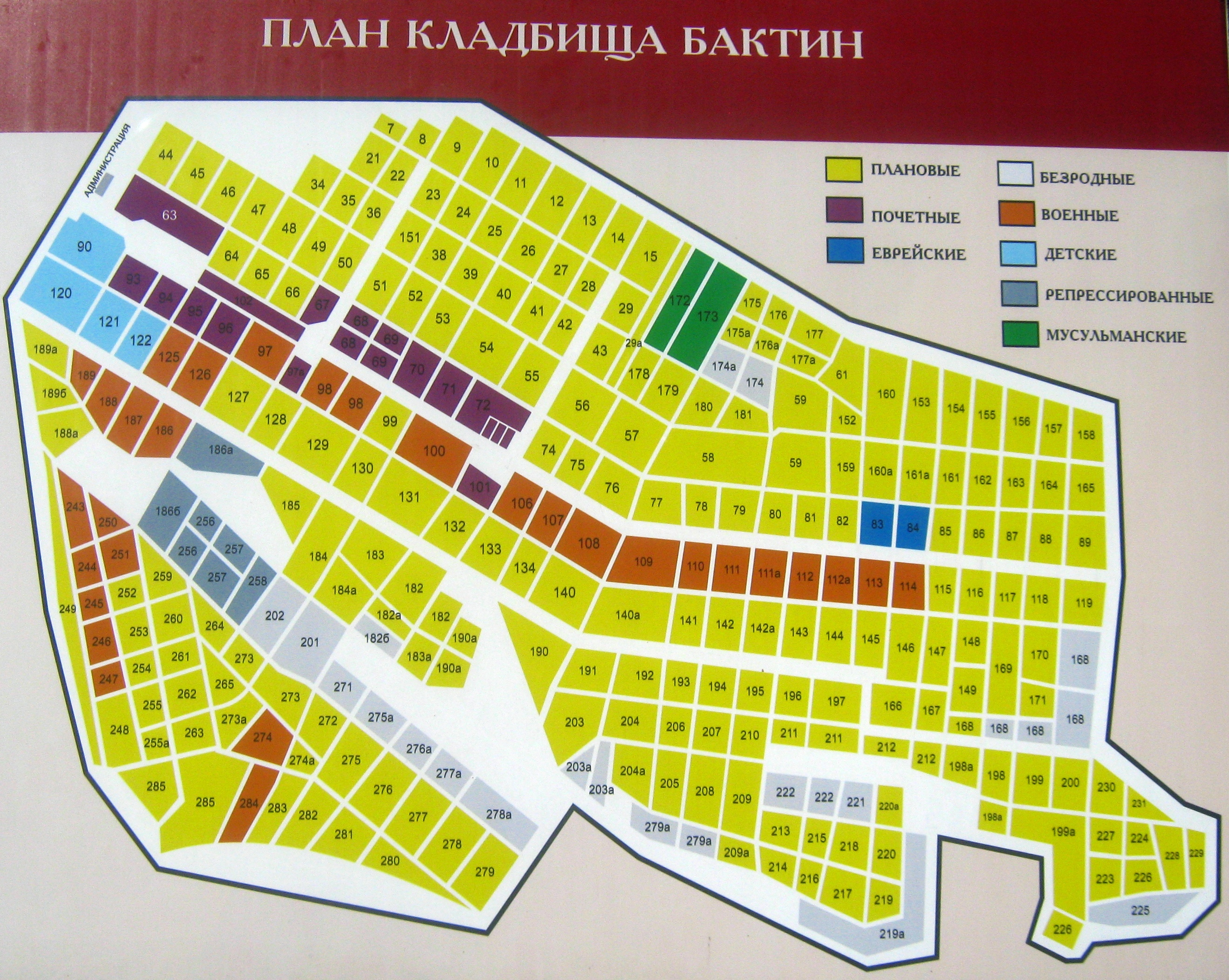

Открыто 2 января 1974 года с целью заменить закрывшееся Северное кладбище и было основным городским кладбищем Томска до 2006 года.
Название кладбища связано с близким соседством с посёлком Бактин, название которого в свою очередь происходит от сокращения названия «Бактериологический институт».
С января 2007 года считается закрытым, производятся родственные подзахоронения.
На территории кладбища расположены сектора различных конфессий, в том числе участки с еврейскими захоронениями, где покоятся представители еврейской общины Томска. 

На кладбище похоронен большой друг России французский режиссёр Луи Пакэтт, председатель Томской городской думы Олег Плетнёв.
15 июня 2011 года на кладбище были установлены гранитные памятники генерал-лейтенанту царской армии Николаю Пепеляеву, бывшему военному коменданту Томска (его могила на Преображенском кладбище Томска была утрачена при ликвидации кладбища в 1958 году), и его сыну — георгиевскому кавалеру, белогвардейскому генералу Анатолию Пепеляеву, командовавшему сибирской армией Колчака и расстрелянному в 1938 году в Новосибирске.
На кладбище обществом «Мемориал» установлена стела памяти о сотнях захороненных здесь расстрелянных политзаключённых. В 1995 году на кладбище Бактин с Каштака были перенесены обнаруженные там останки жертв массовых расстрелов.

## Известные захоронения
См. категорию Похороненные на кладбище Бактин

## Галерея

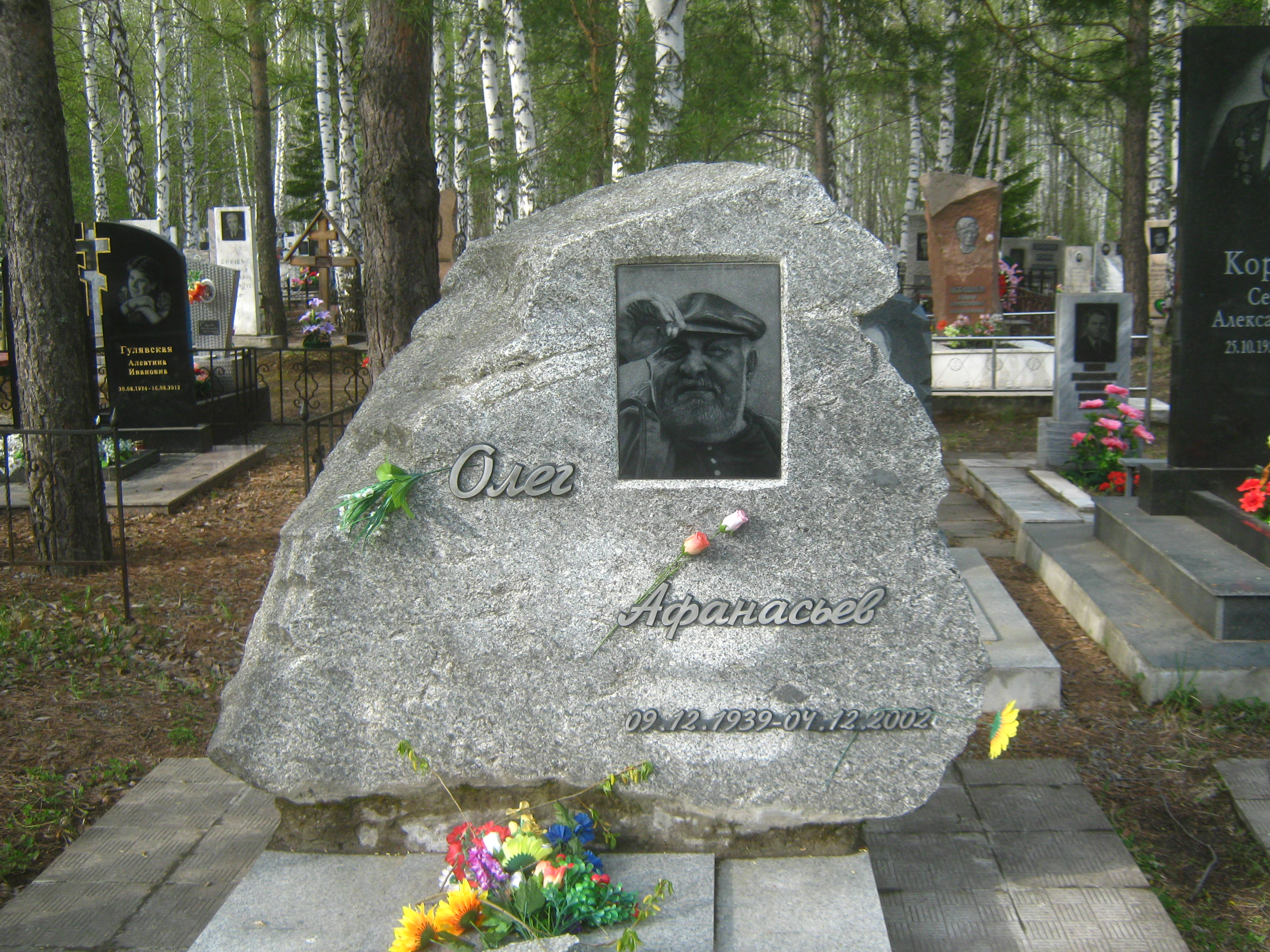
Олег Афанасьев
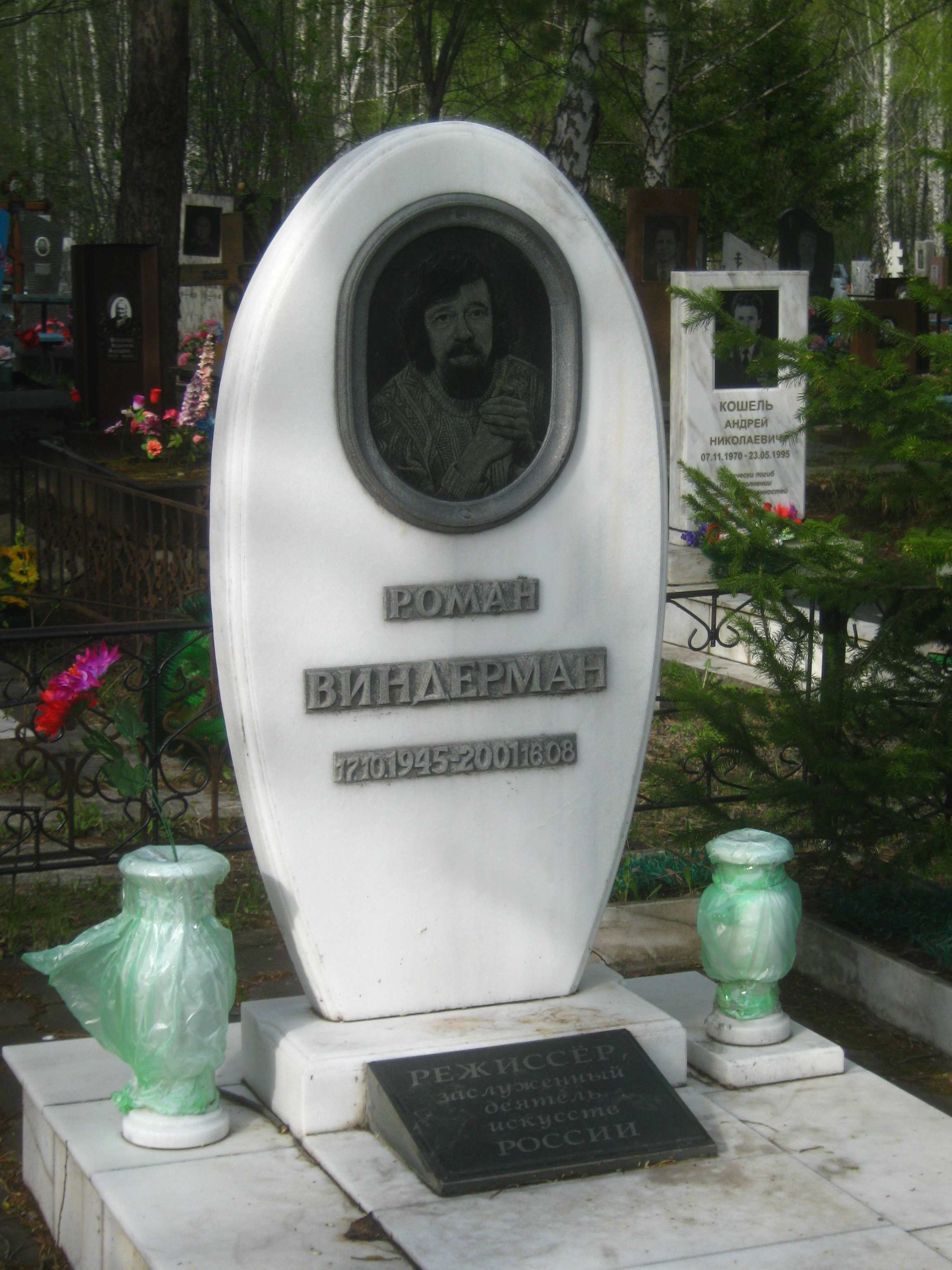
Роман Виндерман
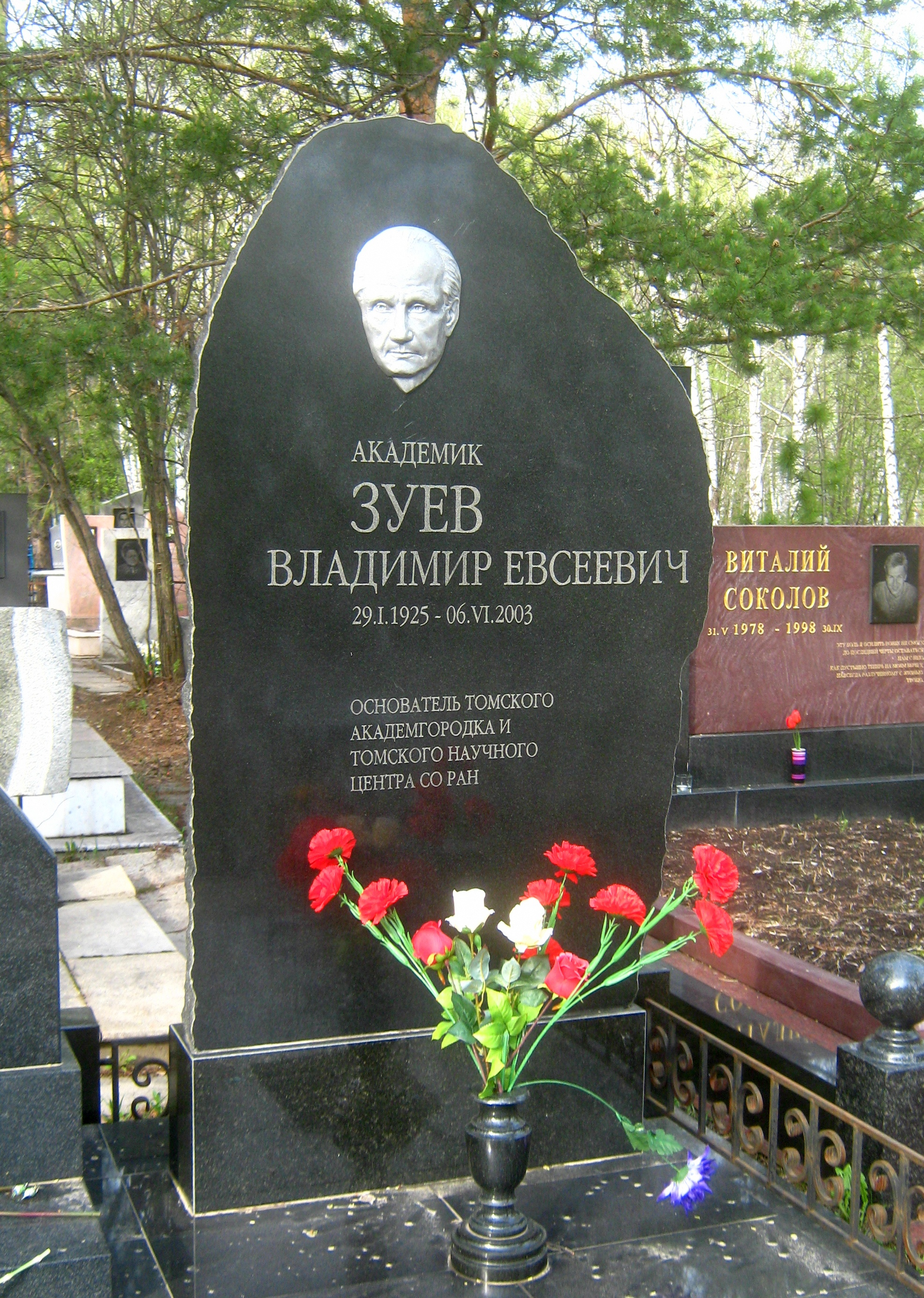
академик Владимир Зуев
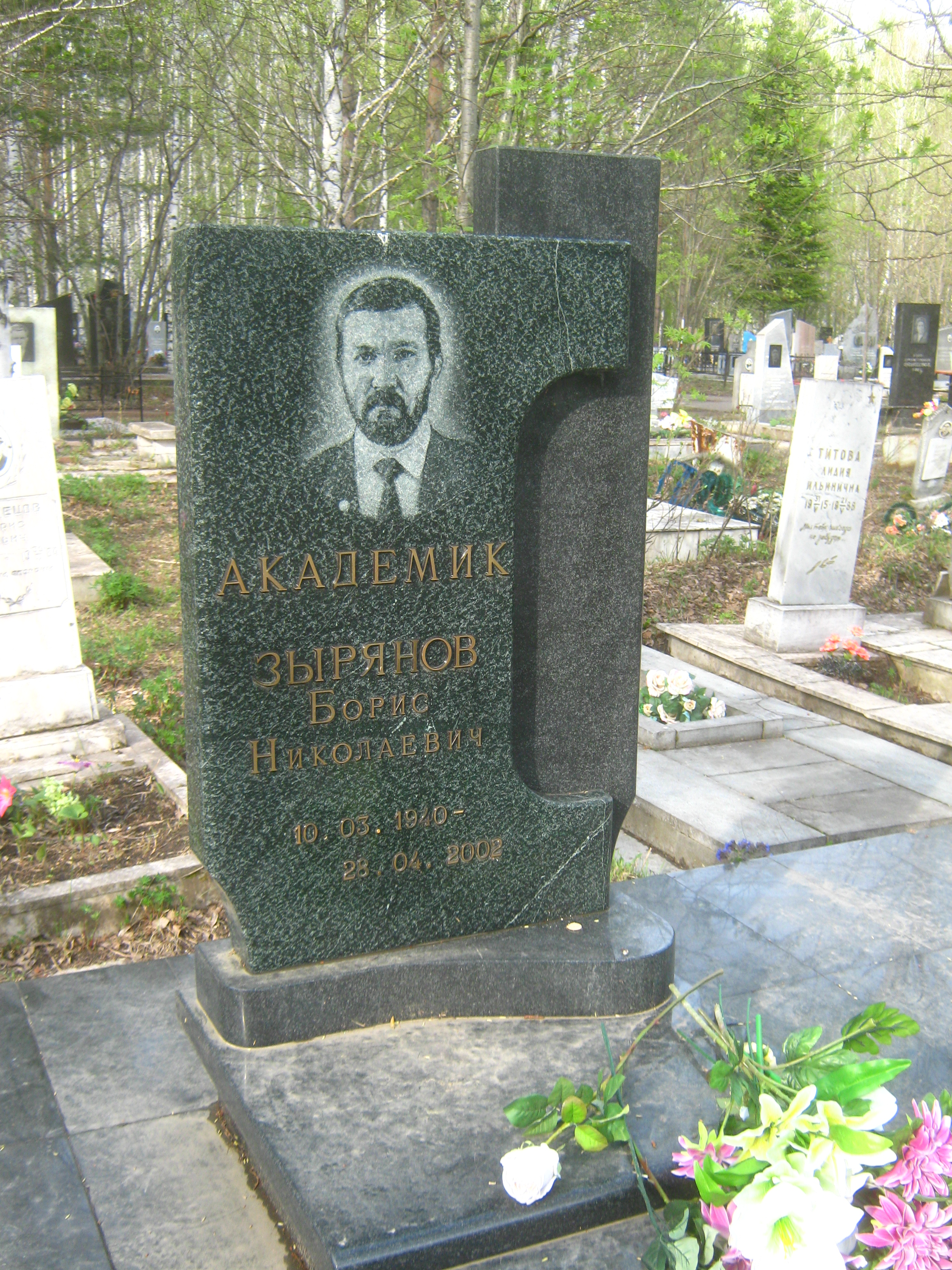
академик Борис Зырянов
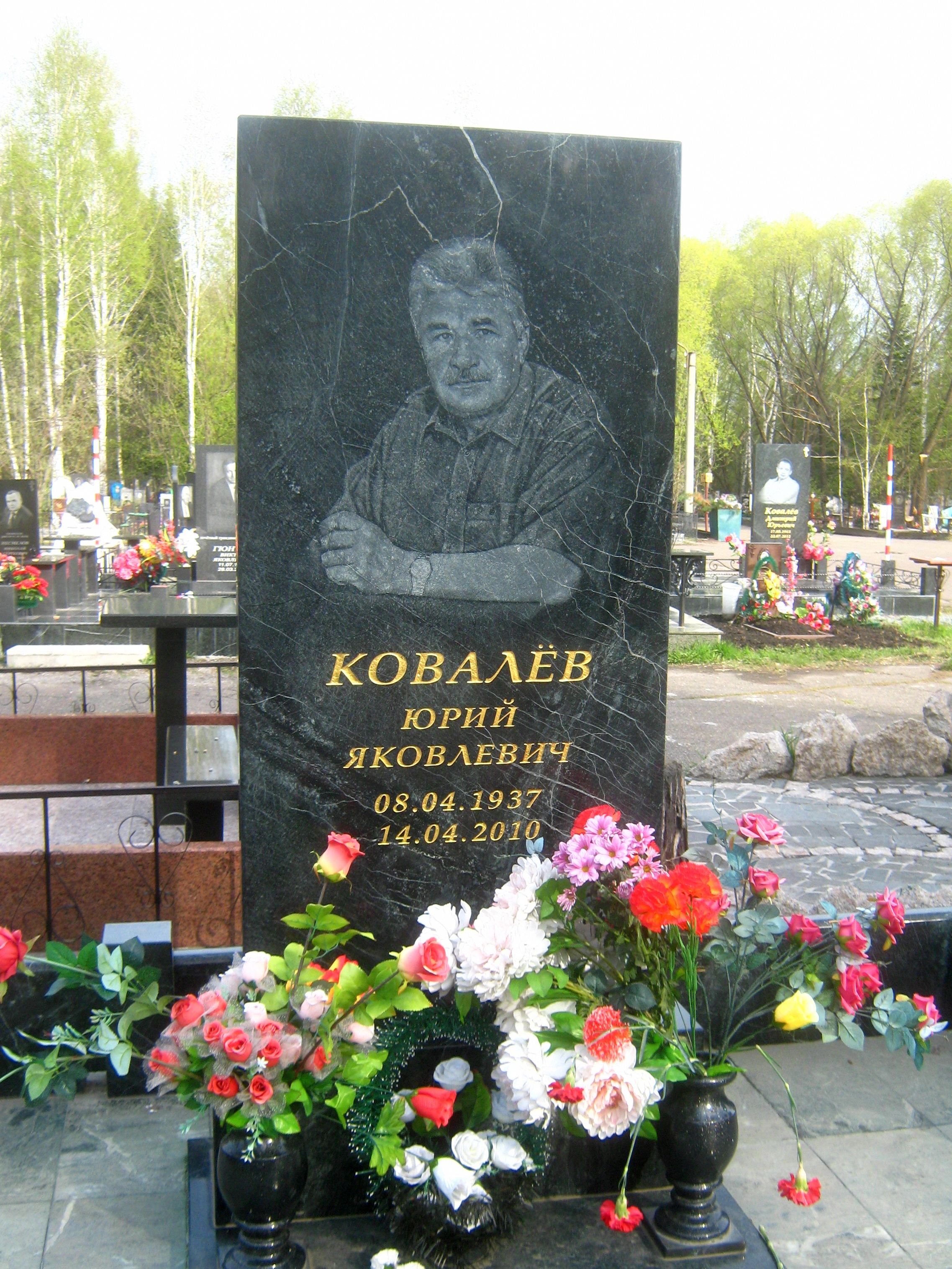
Юрий Ковалёв
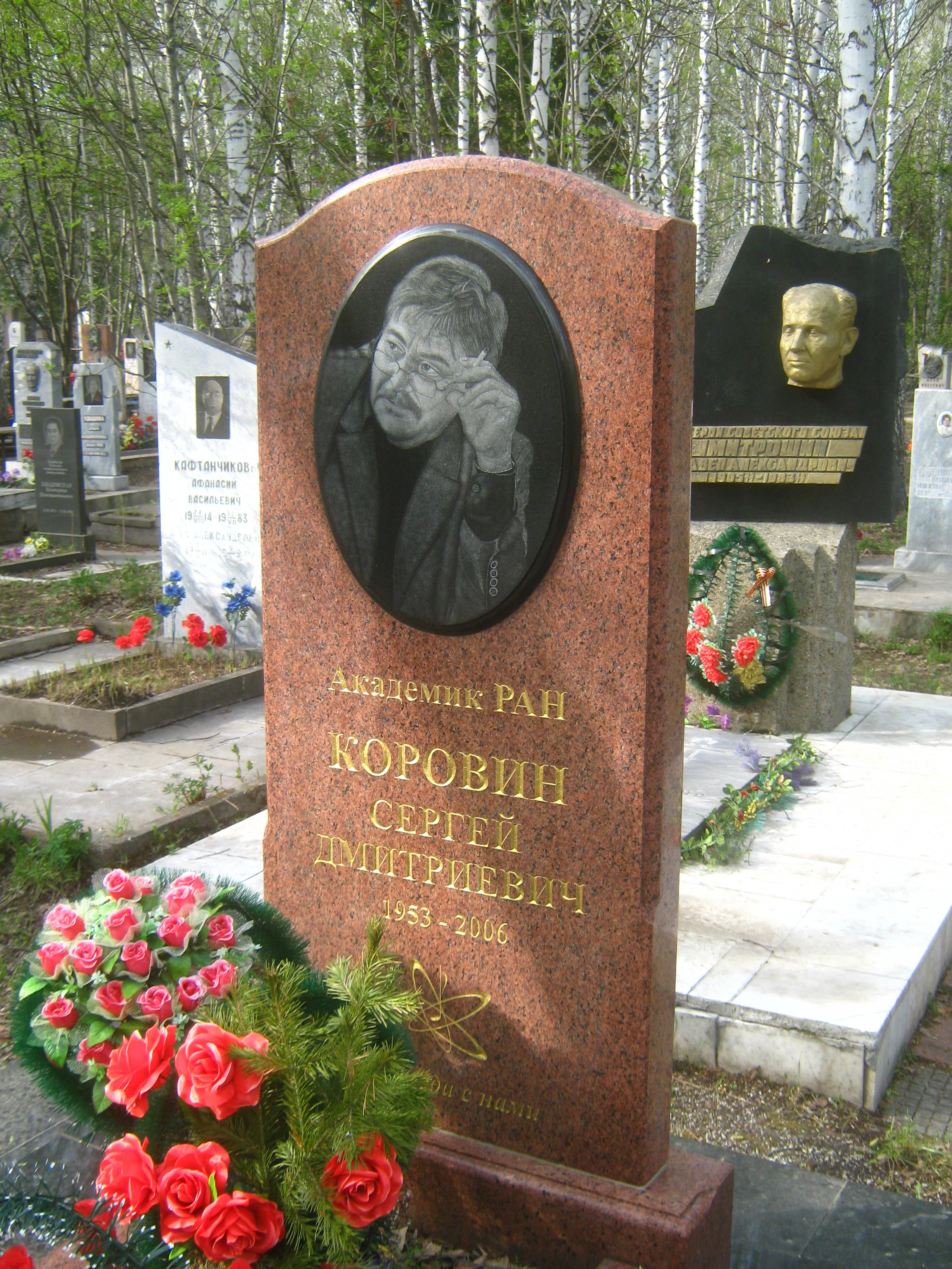
академик Сергей Коровин